# 森田桐郎
森田 桐郎（もりた きりろう、1931年4月24日 - 1996年4月24日）は、日本の国際経済学者。元東京大学経済学部教授・東京大学名誉教授。

## 略歴
- 1931年 森田梧郎の長男として京城府にて出生。
- 1949年 新潟県立新発田高等学校卒業
- 1953年 京都大学経済学部卒業
- 1955年 京都大学大学院経済学研究科修士課程修了
- 1960年-1969年 専修大学商経学部、および同経済学部に勤務
- 1969年-1974年 東京学芸大学教育学部に勤務
- 1974年-1992年 東京大学経済学部勤務
- 1992年-1996年 文教大学国際学部に勤務
- 1996年 急性心筋梗塞のため死去。

## 主な著作
- 『国際経済学入門』（三一書房、1965年）
- 『現代経済の見方 考え方』（三一書房、1967年）
- 『南北問題』（日本評論社、1967年／新訂版：1972年）
- 『世界経済論の構図』（室井義雄編集、有斐閣、1997年）